# Милорад Ступар
Милорад Ступар (Нови Козарци, 13. септембар 1954) пензионисани је генерал-мајор и магистар политичких наука, први командант 72. бригаде за специјалне операције и начелника Управе пешадије Војске Југославије и Војске Србије и Црне Горе. Председник је Савеза удружења бораца Србије и удружења Пријатељи 72. специјалне.

## Биографија

### Образовање
Рођен је 1954. године у кикиндском селу Нови Козарци. Од средње школе, преко Војне академије до Школе националне одбране, увек је био први у рангу. На Факултету политичких наука Универзитета у Београду је стекао титулу магистра политичких наука.
Уочи рата, налазио се на дужности начелника штаба 93. заштитно-моторизованог пука Прве војне области.

### Вуковарско ратиште (1991)
С јесени 1991. године, долази на Вуковарско ратиште као командант Јуришног одреда 3. Његова зона деловања био је правац Вучедол-Митница-торањ.
Јуришни одред 3 је расформиран 20. новембра, након престанка борбених дејстава, а Ступар је са својом јединицом повучен у Београд, где је јединица била ангажовања у обезбеђењу београдског гарнизона.

### Одбрамбено-отаџбински рат (1992)
Ступар је 26. априла 1992. године водио заузимање Кула Града. У овој операцији није погинуо нити један муслимански цивил. Постављен је за првог команданта 72. бригада за специјалне операције Војске Југославије.

### Книнско ратиште (1995)
У јуну 1995. године, Ступар је постављен за првог команданта Корпуса специјалних јединица Српске војске Крајине. На Видовданској смотри снага Српске војске Крајине на Слуњу, председник Републике Српске Крајине Милан Мартић је Ступара унапредио у чин генерал-мајора.

### Даља каријера
Генералу Ступару је признат чин и наставио је службу у Војсци Југославије, где постаје начелник Управе пешадије.

### Пензионисање
Председник је удружења Пријатељи 72. специјалне из Панчева, као и Савеза удружења бораца Србије, који је основано 2019. године у Дому војске у Београду.